# Muzeum Kultury Ludowej Pogórza Sudeckiego w Kudowie-Zdroju
Muzeum Kultury Ludowej Pogórza Sudeckiego w Kudowie-Zdroju – muzeum (skansen) z siedzibą w Pstrążnej – obecnie dzielnicy Kudowy-Zdroju. Placówka jest jednostką organizacyjną gminy Kudowa-Zdrój.

## Charakterystyka i zbiory
Muzeum położone jest na stokach Pstrążnicy (625 m n.p.m.) na wysokości od 515 do 595 m n.p.m. Placówka powstała w 1984 roku i do końca 2005 roku działała jako oddział Muzeum Regionalnego w Wałbrzychu. Od początku 2006 roku skansen został przejęty przez gminę Kudowa-Zdrój.
Muzeum gromadzi obiekty i zabytki budownictwa oraz kultury ludności zamieszkującej te tereny w okresie od XVIII do początków XX wieku. Oprócz samych budowli zachowano i zrekonstruowano ich wyposażenie wnętrz i pomieszczeń.

## Obiekty muzeum
| Nr | Obiekt                                                                  | Zdjęcie |
| -- | ----------------------------------------------------------------------- | ------- |
| 1. | Wiatrak-koźlak z Jabłowa                                                |         |
| 2. | Kuźnia z 1856 roku (dyrekcja muzeum)                                    |         |
| 3. | Zajazd z Szalejowa Dolnego (koniec XIX wieku)                           |         |
| 4. | Chałupa z Nowej Łomnicy (I poł. XIX wieku)                              |         |
| 5. | Chałupa z Kudowy-Zdroju (przełom XVIII/XIX wieku)                       |         |
| 6. | Stodoła z Kudowy-Zdroju (poł. XIX wieku)                                |         |
| 7. | Dzwonnica alarmowa z Gołaczowa                                          |         |
| 8. | „Tajemnicza” kapliczka z 1889 roku                                      |         |
| 9. | Pasieka – ule figuralne, wykonane przez Ryszarda Sułkowskiego z Bolkowa |         |

## Działalność
Oprócz działalności wystawienniczej, placówka posiada również ofertę edukacyjną (lekcja muzealna „Od ziarenka – przez mąkę – do bochenka”). Na jego terenie organizowane są również liczne imprezy kulturalne (m.in. Przegląd Zespołów Ludowych „Róża Kłodzka”, majówki, obchody nocy świętojańskiej, lato filmowe). Muzeum jest obiektem całorocznym czynnym od wtorku do niedzieli. Wstęp jest płatny.